# Gerstetten
Gerstetten is een plaats in de Duitse deelstaat Baden-Württemberg, en maakt deel uit van het Landkreis Heidenheim.
Gerstetten telt 11.703 inwoners.
Dischingen ·
Gerstetten ·
Giengen an der Brenz ·
Heidenheim an der Brenz ·
Herbrechtingen ·
Hermaringen ·
Königsbronn ·
Nattheim ·
Niederstotzingen ·
Sontheim an der Brenz ·
Steinheim am Albuch